# Brebbia
Brebbia is een gemeente in de Italiaanse provincie Varese (regio Lombardije) en telt 3250 inwoners (31-12-2004). De oppervlakte bedraagt 6,3 km², de bevolkingsdichtheid is 520 inwoners per km².

## Demografie
Brebbia telt ongeveer 1222 huishoudens. Het aantal inwoners steeg in de periode 1991-2001 met 0,5% volgens cijfers uit de tienjaarlijkse volkstellingen van ISTAT.
| Jaar | Inwoneraantal |
| ---- | ------------- |
| 1991 | 3104          |
| 2001 | 3120          |

## Geografie
Brebbia grenst aan de volgende gemeenten: Belgirate (VB), Besozzo, Ispra, Malgesso, Travedona-Monate.